# Atlantique
Atlantique Benin tizenkét megyéjének egyike, székhelye Ouidah. 1999-ig Littoral megye is hozzá tartozott.

## Földrajz
Az ország déli részén található. Délről az Atlanti-óceán határolja.
8 település van a megyében:
Megyeszékhely: Ouidah
Abomey-Calavi, Allada, Kpomassè, So-Ava, Toffo, Tori-Bossito és Ze.

## Népesség
32,6% az aizo nemzetiséghez tartozik, 29,9% a fon törzshöz.

## Vallások
A muzulmánok aránya 3,5%-ra tehető. 58,5%-uk kereszténynek vallja magát. 27,5% a vudu kultusz követője. A többiek törzsi vallásúak.

## Fordítás
- Ez a szócikk részben vagy egészben  az   Atlantique című német Wikipédia-szócikk fordításán alapul.  Az eredeti cikk szerkesztőit annak laptörténete sorolja fel. Ez a jelzés csupán a megfogalmazás eredetét és a szerzői jogokat jelzi, nem szolgál a cikkben szereplő információk forrásmegjelöléseként.